# Иванова, Вера Яковлевна
Вера Яковлевна Иванова (1937 — 1997) — дочь полка, участник Великой Отечественной войны, в возрасте 8 лет награждённая тремя медалями.

## История
Вместе с родителями проживала в городе Торопец. 29 августа 1941 года город был занят немецкими войскам, а в ходе Торопецко-Холмской операции 21 января 1942 года — освобождён. Отец Веры, служивший в РККА, погиб. Мать Веры, Аксинья Васильевна Иванова, узнав о его гибели, решила уйти на фронт. Она была распределена на службу поваром в 272-й стрелковый полк 70-й стрелковой дивизии.
Вера осталась с бабушкой — однако вскоре та тяжело заболела и более не могла ухаживать за внучкой. Мать, приехавшая в недолгий отпуск, приняла решение взять девочку с собой, поскольку её часть находилась в резерве. В части Вера сначала помогала матери на кухне, помогала разносить бойцам письма, а затем стала дополнительно выполнять работу в медсанбате — ухаживала за ранеными бойцами, стирала бинты.
В 1944 году полк оказался на территории Восточной Пруссии. Шальным осколком была убита мать девочки; судьба бабушки была неизвестна, и однополчане решили принять Веру в полк воспитанницей. Девочка была зачислена на довольствие и служила в медсанбате, где набиралась знаний у остальных работников.

## Подвиг
В апреле 1945 года, в ходе боев за Кенигсберг в штаб полка, в котором в это время находилась Вера, попал немецкий снаряд. Девочка при взрыве не пострадала; услышав стоны раненых, она нашла индивидуальный пакет и перевязала одного; на перевязочный материал для второго она пустила свою рубашку. Далее Вера дошла до протекающего неподалёку ручья и принесла раненым воды, а потом нашла санитаров и привела их к раненым.
За совершённый подвиг командиром дивизии С. А. Красновским и командиром полка А. Т. Яценко Вере была объявлена благодарность. Девочка была представлена к медали «За боевые заслуги».

## Дальнейшая судьба
Демобилизовавшись, 1 сентября 1945 года Вера пошла в первый класс Торопецкой неполной средней школы № 1. В 1946—1947 годах переболела полиомиелитом. В больнице Веру приняли в пионеры; одноклассники помогали ей продолжать учёбу заочно.
После школы училась в медицинском училище, по окончании которого стала фельдшером. Выйдя замуж, сменила фамилию на Кузьмина. Проживала в Москве.

## Семья
- Мать: Аксинья Васильевна Иванова (? — 01.1945)[5]
- Отец: Яков Иванович Иванов (? — 1942)[3][7][1]
- Тётя: Екатерина Васильевна Смирнова[7]
- Бабушка: Матрёна Васильевна Леонова[4][7]

## Награды
- Медаль «За боевые заслуги» (08.07.1945)[2]
- Медаль «За взятие Кёнигсберга»[1]
- Медаль «За победу над Германией в Великой Отечественной войне 1941—1945 гг.»[1]
- Медаль Жукова[1]
- Орден Отечественной войны 2-й степени (20.10.1987)[8][1]
- Пять юбилейных медалей[1]

#### Комментарии
1. ↑  Согласно изложению А. М. Гребениной, спасённые Верой раненые находились в поле[6].